# 212392 Peterkollmann
212392 Peterkollmann è un asteroide della fascia principale. Scoperto nel 2006, presenta un'orbita caratterizzata da un semiasse maggiore pari a 2,456016 UA e da un'eccentricità di 0,165409, inclinata di 2,869279° rispetto all'eclittica.